# Chisocheton longistipitatus
Chisocheton longistipitatus là một loài thực vật có hoa trong họ Meliaceae. Loài này được (F.M.Bailey) L.S.Sm. mô tả khoa học đầu tiên năm 1959.